# سیارک ۱۷۷۷۰
سیارک ۱۷۷۷۰ (به انگلیسی: 17770 Baume، نامگذاری:1998EU11) هفده هزار و هفتصد و هفتادمین سیارک کشف شده‌است که در ۱ مارس ۱۹۹۸ کشف شد.
قدر مطلق سیارک برابر ۲۹.۵ است.